# Ganglbaueria turkestanica
Ganglbaueria turkestanica es una especie de coleóptero de la familia Oedemeridae.

## Distribución geográfica
Habita en Kazajistán y Turquestán.